# 日本高周波重工業城津製鉄所
日本高周波重工業城津製鉄所（にほんこうしゅうはじゅうこうぎょうじょうしんせいてつしょ）は、かつて存在した日本企業の事業所である。朝鮮咸鏡北道城津（現：朝鮮民主主義人民共和国咸鏡北道金策市）に存在した。

## 概要
当時の南満州鉄道中央試験場に勤務していた菊池英行が、砂鉄に高い周波数の電気を流すことで高純度の鉄を製造する高周波電撃精錬法を発明した。鉄の確保に苦労していた当時の日本では、莫大な設備投資を必要とする高炉法に比べ安価な費用で実現可能なこと、国内で産出しない鉄鉱石を使わず砂鉄を原料とできることなどから注目を集めた。
工場設立に際しては陸軍・海軍の支援を受け、本社を当時の朝鮮京畿道京城府（現：大韓民国ソウル特別市）に置き、品川と富山、朝鮮の咸鏡北道城津に工場を置いた。城津工場は製鋼、特殊鋼製品の一貫製鉄工場であった。社長は朝鮮殖産銀行頭取の有賀光豊が務めた。
現在は高周波電撃精錬法による製鉄は行われていないが、これが社名の由来となった（1950年（昭和25年）に内地資産を継承して社名を日本高周波鋼業に変更）。

## 高周波電撃精錬法の特徴
本製法の特徴は極めて急激な加熱にあり、酸化物である鉄粉と還元作用をもつ炭素との混合物を、数万ボルト、数十万サイクルの高圧高周波数電流をもって加熱し、灼熱炭素と生成した一酸化炭素とで還元させようとするものである。炉は粉鉱専用炉であり、還元剤の配合を調整することによって発生熱の調整を行うことが出来、また加熱が急なため無蓋でも問題ないこと、熔鉱炉に比して低温還元であり不純物の介入が少く還元剤の使用が少量で足りるなどの特徴がある。

## 終戦時
1945年（昭和20年）8月9日、ソ連軍が突如朝鮮半島北部へ侵攻し、8月23日には城津に到達した。
この頃には北方から避難してきた者も合わせ五千人余りの日本人がいたが、工場長と幹部はソ連軍に連行された。連行されなかった技師長と工場の若手社員が立ち上がり、ソ連軍や朝鮮人との折衝に苦労を重ねながら日本人世話会として活動するようになった。他地区との連絡や内地（日本）への引き揚げのための闇船の手配を行い、彼らの尽力により大きな犠牲を出すことなしに大部分が内地に引き揚げることができた。
敗戦時に工場の図面や書類は廃棄されたが、朝鮮人労働者により図面の一部が復元された。

## その後
戦後は朝鮮民主主義人民共和国（北朝鮮）において城津製鋼所として現在に至っている。

## 沿革
- 1934年（昭和9年）11月 - 高周波電撃精錬法の発明（発明者 菊池秀之）
- 1936年（昭和11年）1月 - 日本高周波重工業設立
  - 9月 - 北品川工場完成
- 1937年（昭和12年）8月 - 城津工場完成
  - 8月 - 富山工場完成
- 1945年（昭和20年）8月 - ソ連軍が城津に進駐。以後、工場を接収
- 1950年（昭和25年）5月 - 内地資産を継承して、新たに日本高周波鋼業が発足